# Joseph Gilot
 (juillet 2019).
Si vous disposez d'ouvrages ou d'articles de référence ou si vous connaissez des sites web de qualité traitant du thème abordé ici, merci de compléter l'article en donnant les références utiles à sa vérifiabilité et en les liant à la section « Notes et références ».
Pour les articles homonymes, voir Gilot.
Joseph Gilot, né à Chatenay (Isère), le 16 avril 1734 et mort le 27 mars 1811 à Nancy, est un général français de la Révolution et de l’Empire.

## Biographie

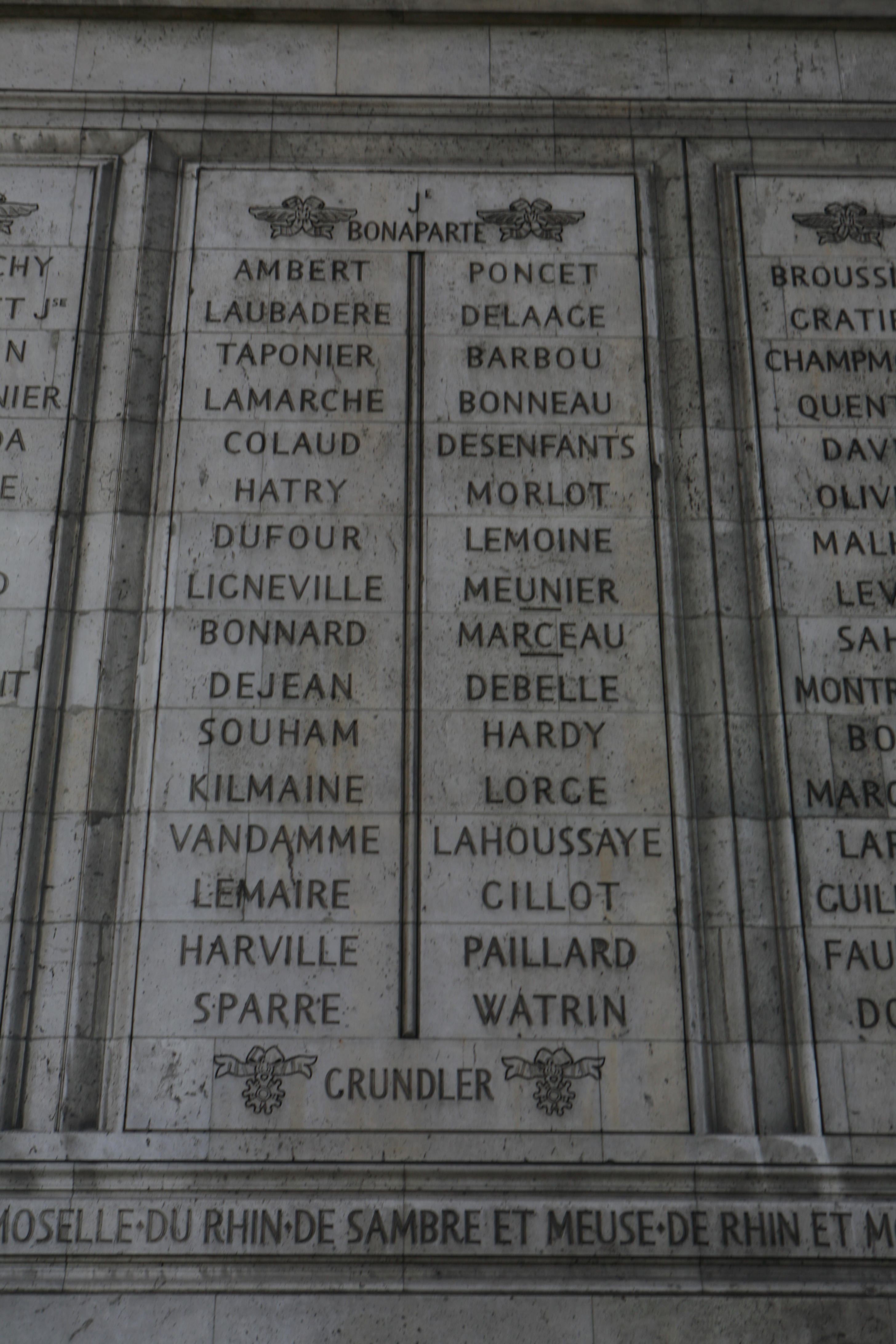
Noms gravés sous l'arc de triomphe de l'Étoile : pilier Nord, 5e et 6e colonnes.

Il entra comme soldat au régiment Royal-Infanterie, le 11 novembre 1750. Il fut nommé grenadier le 6 mars 1755, sergent le 5 septembre 1759, fourrier le 1er septembre 1764, porte-drapeau le 14 avril 1764. Incorporé dans le 24e régiment d'infanterie par l'effet du dédoublement du régiment royal, il devint sous-lieutenant de la compagnie auxiliaire le 7 juin 1776, sous-lieutenant de grenadiers le 8 avril 1779, lieutenant en second le 25 mai 1780, premier lieutenant le 6 juin 1781, capitaine en second le 2 mai 1790, capitaine de grenadiers le 15 septembre 1791, lieutenant-colonel dans le 22e régiment d'infanterie le 5 février 1792, maréchal de camp le 6 décembre 1792, général de division le 27 mai 1793.
Soldat, il fit la guerre de Sept Ans, et se trouva en 1755 à la prise d'assaut de Port-Mahon ; officier général et employé à l'armée du Rhin en 1792, il fut chargé en 1793 de la défense de Landau. Jusque-là on ne voit que le militaire brave, zélé, intelligent ; à Landau, il se montra homme de dévouement patriotique.
« Le général Wurmser, commandant les troupes impériales sur le haut Rhin, lui ayant fait proposer un jour une entrevue, le général Gilot voulut bien y consentir et fixa le lieu du rendez-vous. Les deux généraux s'y trouvèrent au jour marqué, accompagnés de quelques officiers. M. Wurmser déclara au général français que son corps d'armée, joint à celui des Prussiens, sous les ordres du prince de Hohenlohe, n'étant qu'à une lieue et demie de Landau, pourrait entreprendre le siège à toute heure, mais qu'il serait fâché d'être, malgré lui, la cause de sa ruine et de celle des habitants ; il rappela au général Gilot ce qu'il devait, disait-il, à son nouveau roi Louis XVIII ; enfin, il lui promit de le recommander fortement à Sa Majesté impériale, ajoutant que, dans le cas d'un refus, il ne lui serait pas difficile d'obtenir par la force la fin de sa proposition.
« Le général Gilot répondit avec autant de décence que de modestie, et déclara que la défense de la place lui ayant été confiée par la nation, il ne la rendrait qu'avec la vie. Les deux généraux prirent alors congé l'un de l'autre ; un des officiers français s'écria en s'en allant : Notre général ne sera pas un Dumouriez. Gilot, de retour à Landau, renouvela avec toute la garnison le serment qu'il avait fait devant le général Wurmser, de s'ensevelir sous les ruines de la ville, plutôt que de se rendre. Une seconde sommation, qui lui fut faite au commencement de mai, eut le même sort que la première.
« Le général Gilot en ayant donné lecture à la parade, la proposition de l'ennemi ne servit qu'à augmenter l'ardeur des troupes et leur confiance dans leur général. Le général Gilot, élevé dans les camps, était à la fois le père et l'ami de ses frères d'armes ; il voyait tout et faisait tout par lui-même. » in Galerie Militaire, an XIII, t. IV, p. 180 et 188.
Après plusieurs sorties vigoureusement et heureusement conduites, Gilot, appelé à l'armée active, fut suspendu de ses fonctions par les représentants Ruamps et Mallarmé. Réintégré en messidor an II, il fit les campagnes des ans III et IV à l'armée des côtes de Cherbourg, et pendant les ans V et VI, il commanda la 4e division militaire, qu'il quitta, au commencement de l'an VII, pour la 17e ; mais il retourna à la 4e à la fin de la même année. En l'an XII, il fut nommé membre et commandeur de la Légion d'honneur les 19 frimaire et 25 prairial.
Sa conduite, pleine de droiture, d'humanité et d'intelligence, le fit estimer des habitants de la Meurthe et du gouvernement, aussi conserva-t-il son commandement jusqu'en 1811, époque de sa mort.
Son nom est inscrit sur l'arc de triomphe de l'Étoile, côté Nord.